# Herrenchiemsee

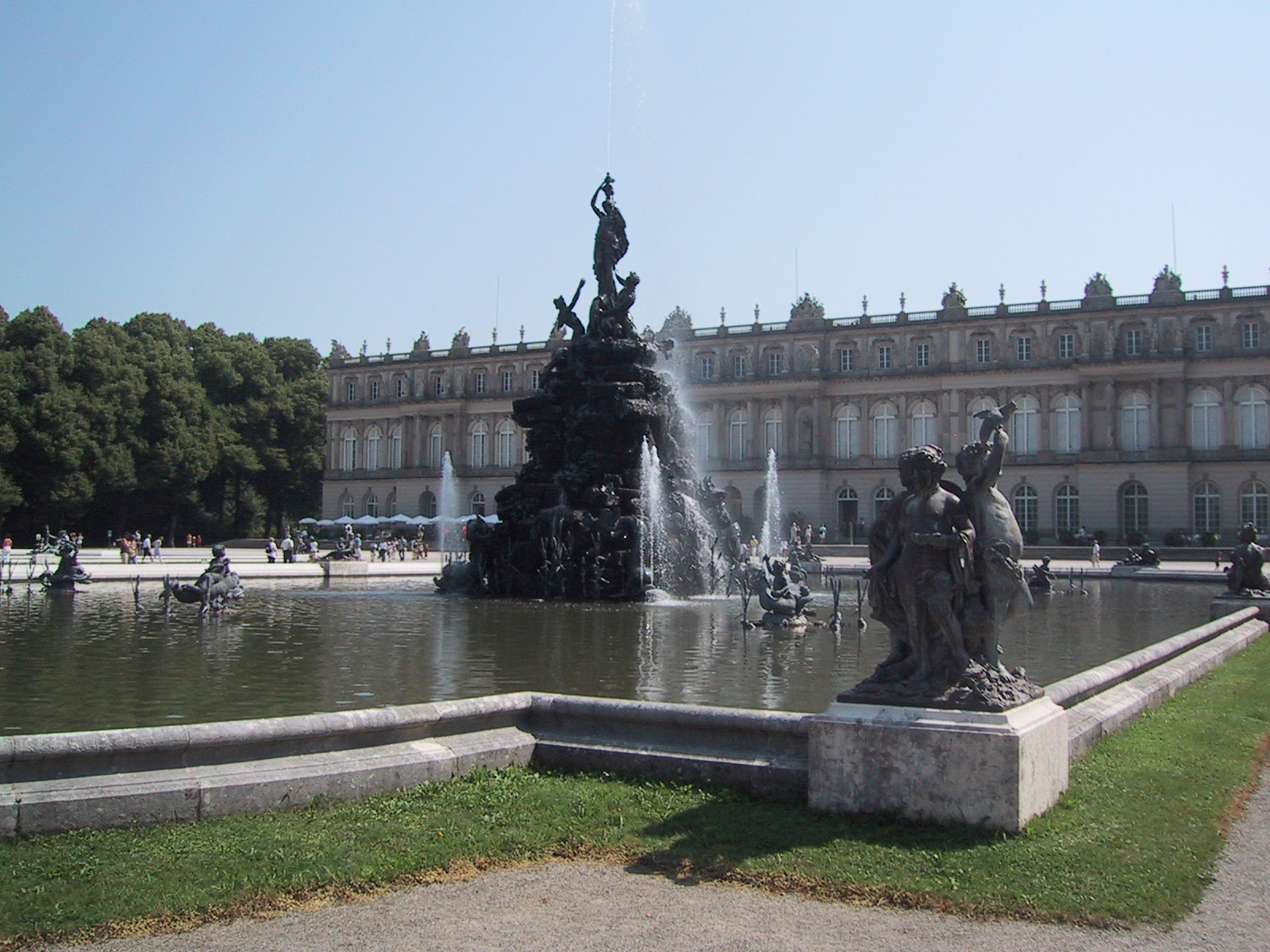
Neues Schloss Herrenchiemsee

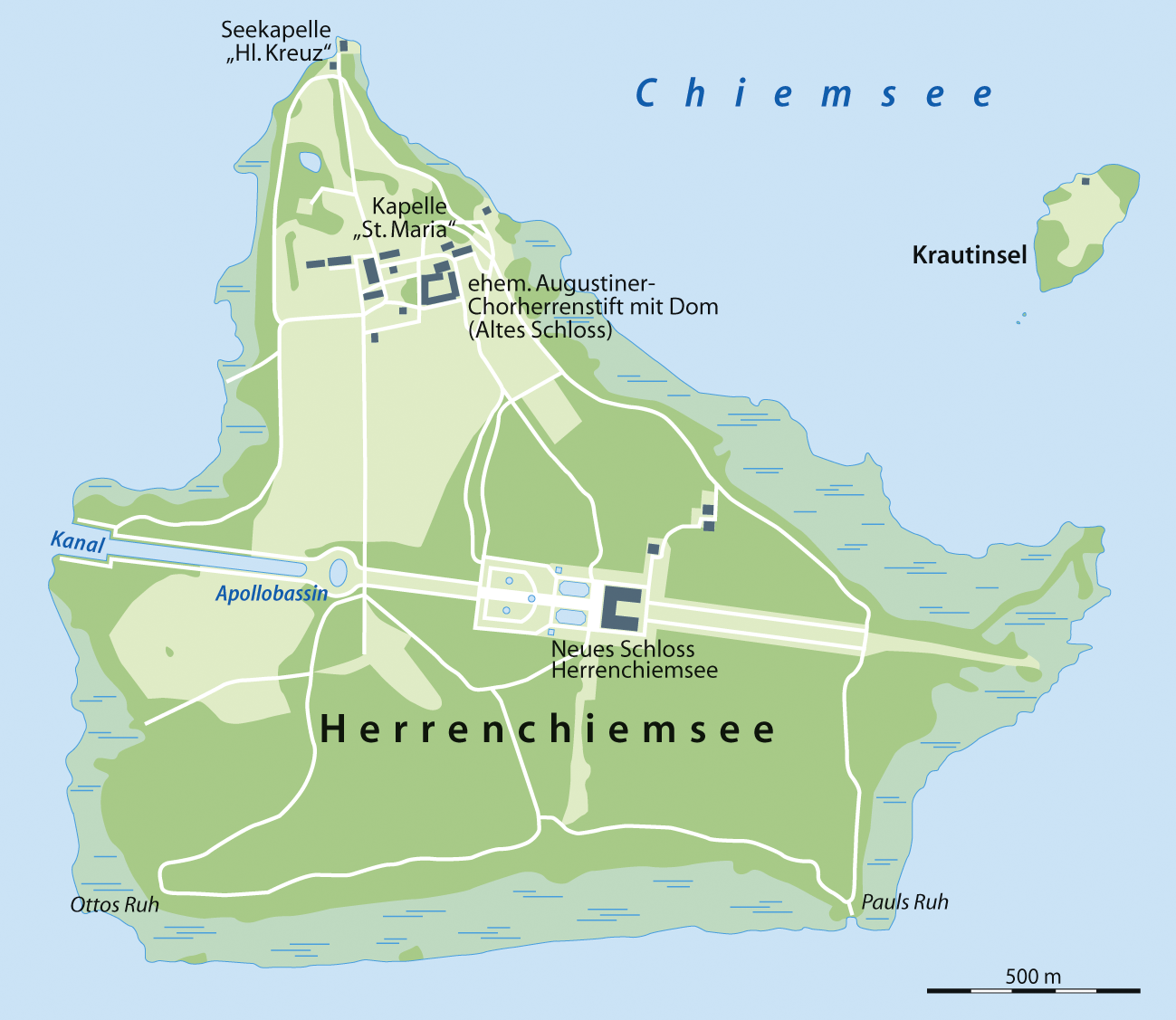
Mapa da ilha

A ilha de Herrenchiemsee (em alemão Insel Herrenchiemsee ou Herreninsel, que quer dizer Ilha dos homens) com os seus  240 ha é a maior das três ilhas do lago Chiem. 
A Herreninsel, juntamente com a Fraueninsel e a Krautinsel formam o município de Chiem, o mais pequeno Land da Baviera.
Contrariamente à Fraueninsel que tem 300 habitantes, Herrenchiemsee não é habitada permanentemente todo o ano. A sua principal curiosidade é o Palácio de Herrenchiemsee construído no estilo do Palácio de Versalhes. 
Também se encontra aqui o castelo onde foi elaborada a constituição alemã de 10 a 23 de agosto de 1948.